# Sveti Vid
Sveti Vid, * Mazara, Sicilija, † okrog 304 v Lukaniji, Južna Italija. 

## Resnica o njem
Sveti Vid spada med svetnike, o katerem malo zajamčeno zgodovinsko vemo, a je med ljudstvom kljub temu zelo priljubljen. Okrog njega se pletejo legende, vendar na to zgodovinarji ne dajo mnogo. Za njegov zgodovinski obstoj je najboljše jamstvo spoštovanje njegovega lika, ki se je že zelo zgodaj razvilo.
O svetem Vidu izvemo iz spisa »Mučeništvo sv. Vida« (Passio S. Viti), ki je bil napisan okrog leta 600 v rimski pokrajini Lukaniji.

## Opis življenja v spisu
Po tem spisu naj bi se sveti Vid rodil kot sin bogate, poganske družine v današnji Mazara del Vallo, na jugozahodni obali otoka Sicilije. Ko mu je bilo 7 let je moral zaradi svoje vere in pripadnosti Kristusu, skupaj s svojim vzgojiteljem Modestom in hraniteljico Krescencijo, pobegniti v daljno Lukanijo, ker ga je hotel oče Hylas prisiliti, da bi se odpovedal veri. Zbežal je ravno v času velikih Dioklecijanovih preganjanj kristjanov. Tako je moral Sveti Vid v tujini za svojo vero veliko trpeti. Ujet kot kristjan je s svojima skrbnikoma odveden v Rim. Tu je naredil nekaj čudežev, med drugim je ozdravil cesarjevega sina. Kljub temu je bil s svojima spremljevalcema obsojen na smrt. Po običajnem mučenju so ga vrgli v kotel z vrelim oljem. Iz njega so ga vzeli angeli in ga pospremili v Lukanijo, kjer je mladenič umrl. Po pripovedovanju naj bi se njegovo mučeništvo zgodilo v začetku Dioklecijanovega preganjanja okoli leta 304 ali 305.

## Zaščitnik
Je zaščitnik lekarnarjev, gostilničarjev, pivovarjev, vinogradnikov, bakrorezcev, plesalcev in igralcev, mladine, domačih živali. 
Pomaga proti krčem, epilepsiji, steklini, vidovici, močenju postelje in kačjemu piku.

## Spominski dan
- 15. junij